# La torre di Babele (album)
La torre di Babele è il quarto album in studio del cantautore italiano Edoardo Bennato, pubblicato nel 1976.

## Il disco
Sia i testi che le musiche sono di Edoardo Bennato (tranne Venderò, il cui testo è del fratello Eugenio Bennato), così come gli arrangiamenti; la scrittura e direzione dell'orchestra d'archi è invece opera del maestro Antonio Sinagra.
 
Le registrazioni ed il mixaggio sono stati effettuati negli studi Ricordi di Milano (tranne Cantautore, registrata dal vivo dal terzo fratello Bennato, Giorgio); i tecnici del suono sono Walter Patergnani, Mario Carulli, e Carlo Martenet, mentre il tecnico del mixaggio è Gaetano Ria.

Da segnalare, tra i musicisti che suonano nell'album, il batterista dei Libra David Walter e quello dei Maxophone Sandro Lorenzetti.

La copertina, opera dello stesso Bennato, rappresenta l'evoluzione tecnologica dell'uomo attraverso lo sviluppo delle armi, strumento utilizzato costantemente nei secoli per farsi strada e conquistare la terra e lo spazio tutto: cento figurine di guerrieri e soldati sono schierate in un'ideale Torre di Babele cronologica (in basso a sinistra l'uomo primitivo con l'ascia, sulla sommità un missile), sviluppando così il tema della title track.

Disco di successo grazie alla canzone trainante Cantautore, ironica sbeffeggiatura del culto della personalità dei musicisti impegnati, La torre di Babele si presenta come una raccolta di pezzi a tinte scure, quasi grotteschi, proseguendo la poetica surreale del precedente LP Io che non sono l'imperatore.

I testi spaziano dalla crisi della Berlino del muro, spaccata tra due regimi speculari (Franz è il mio nome, dedicata ad un moderno "omino di burro" germanico, che in qualche modo anticipa il disco successivo Burattino senza fili, vedi anche i versi «come Pinocchio non crederai ai tuoi occhi / quando vedrai il Paese dei Balocchi»), ad allusioni non tanto velate sulla connivenza fra dittature sudamericane e governi democratici occidentali (Fandango), attacchi al perbenismo (Quante brave persone) e quadretti di delirio metropolitano "rionale" (Ma chi è?, dove le lamentele del vicino per qualche disturbatore sono un pretesto per i virtuosismi alle percussioni di Tony Esposito).

Lavoro ancora sperimentale, ma che mette maggiormente a fuoco il discorso che più avanti, con Burattino senza fili, troverà una perfetta sintesi.

## Tracce
LATO A
1. La torre di Babele - 3:53
2. Venderò - 4:04
3. EAA - 3:18
4. Franz è il mio nome - 6:07
5. Ma chi è? - 2:55

LATO B
1. Viva la guerra - 4:52
2. Cantautore (live) - 5:26
3. Quante brave persone - 4:39
4. Fandango - 3:39
5. Cantautore "ma non è giusto" - 1:51

## Formazione
- Edoardo Bennato – voce, chitarra, armonica, kazoo
- Tony Esposito – percussioni
- Eugenio Bennato – plettro
- Roberto Ciotti – chitarra, dobro
- Francesco Bruno – chitarra
- Stefano Sabatini – pianoforte
- Gigi De Rienzo – basso
- Sandro Lorenzetti – batteria
- David Walter – batteria
- Lucio Fabbri – violino
- Robert Fix – sax
- Patrizia Lopez – cori
- Old Time Jazz Band – musicisti in Cantautore "ma non è giusto"

## Cover
Nel 2009 Luca Carboni ha realizzato una cover di Venderò nel suo album Musiche ribelli.
Nel 2020 Bennato ha realizzato una nuova versione di Venderò nel suo album Non c'è